# Larajasse
Larajasse ist eine französische Gemeinde mit 1.820 Einwohnern (Stand: 1. Januar 2022) im Département Rhône in der Region Auvergne-Rhône-Alpes. Larajasse gehört administrativ zum Arrondissement Lyon und ist Teil des Kantons Vaugneray (bis 2015: Kanton Saint-Symphorien-sur-Coise).
Zur Gemeinde gehören die Ortschaften Aubépin, Lamure und Larajasse.

## Geografie
Larajasse liegt ca. 30 km südwestlich von Lyon in den Monts du Lyonnais am Coise. Umgeben wird Larajasse von den Nachbargemeinden La Chapelle-sur-Coise im Norden, Saint-Martin-en-Haut im Norden und Nordosten, Sainte-Catherine im Osten, Saint-Romain-en-Jarez im Süden und Südosten, Marcenod im Süden, Châtelus im Süden und Südwesten, Coise im Westen sowie Saint-Symphorien-sur-Coise und Pomeys im Nordwesten.

## Bevölkerungsentwicklung
| Jahr                       | 1962 | 1968 | 1975 | 1982 | 1990 | 1999 | 2006 | 2012 |
| -------------------------- | ---- | ---- | ---- | ---- | ---- | ---- | ---- | ---- |
| Einwohner                  | 1486 | 1442 | 1335 | 1358 | 1371 | 1477 | 1668 | 1837 |
| Quellen: Cassini und INSEE |      |      |      |      |      |      |      |      |

## Sehenswürdigkeiten
- Burgruine Vaudragon
- Schloss Varax
- Schloss La Fay
- Kirche Sainte-Anne
- Kirche im Ortsteil L’Aubépin
- Kirche im Ortsteil Lamure
- Kapelle Saint-Apollinaire im gleichnamigen Ortsteil

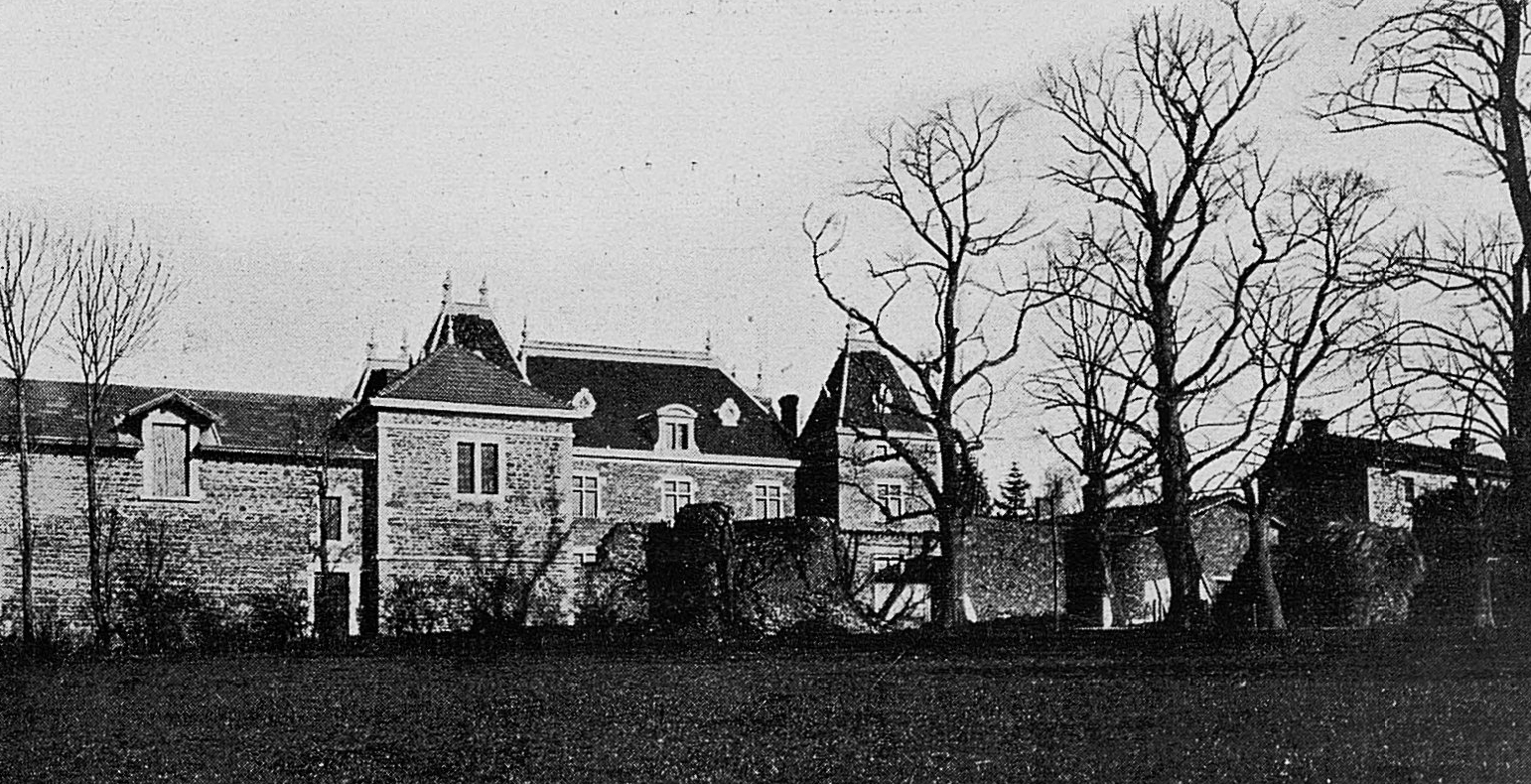
Schloss Varax
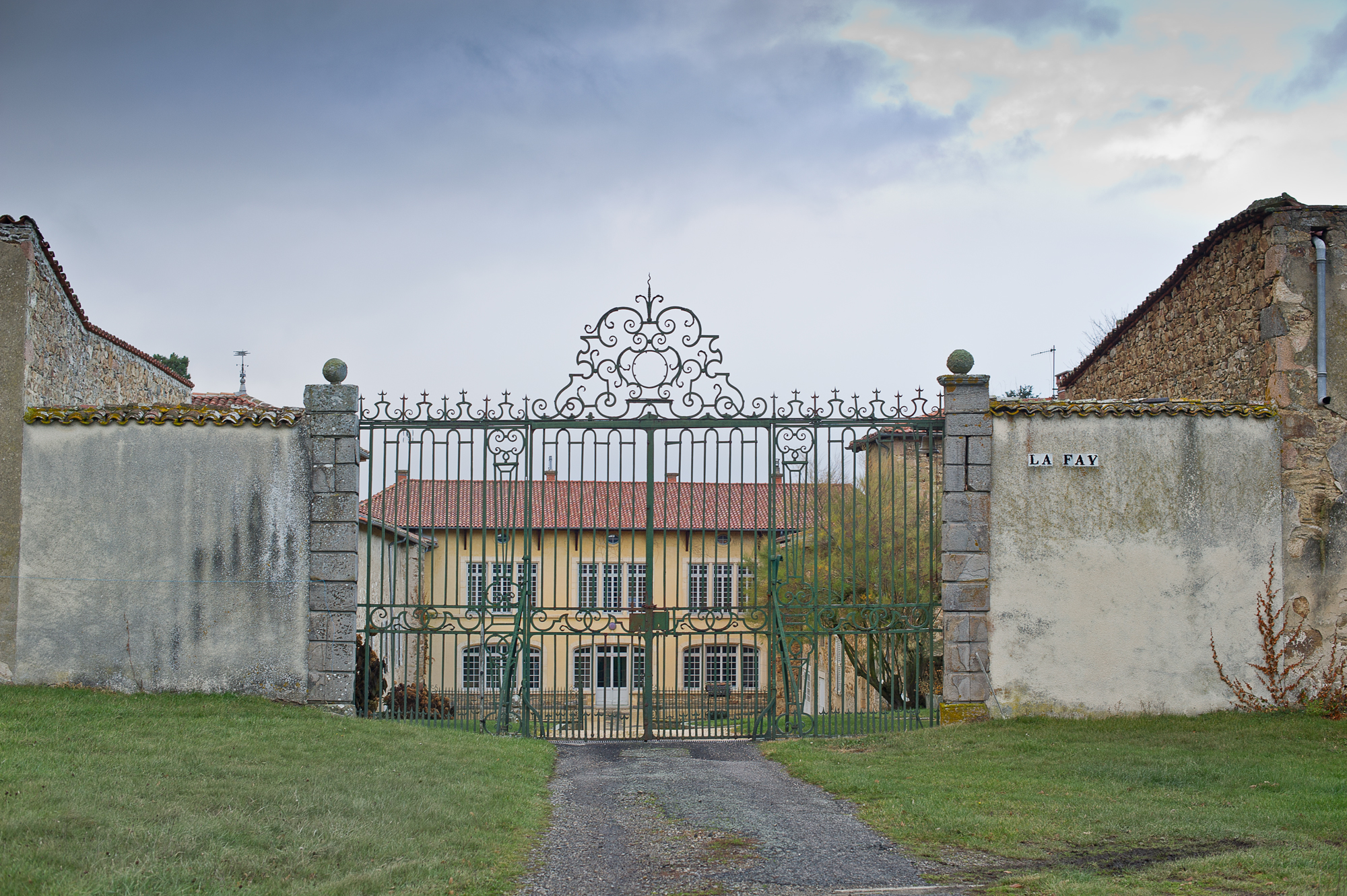
Schloss La Fay